# Fran Fink
Fran Fink, slovenski pedagoški pisatelj, * 31. julij 1885, Celje, † 1972.

## Življenje in delo
Po končanem učiteljišču v Mariboru (1904) se je še dodatno usposobil za poučevanje v meščanski šoli (1908). Služboval je pri Sv. Urbanu pri Ptuju, v Mariboru-okolici, v   Šibeniku kot mornariški strokovni učitelj (1909–1918), kjer je kot učni referent mornariške  šole nadzoroval ves pouk ter od 1. decembra 1918 na moškem učiteljišču v Mariboru.
Pisal je članke pedagoške vsebine, potopisno-zgodovinske črtice iz Dalmacije (objavljene v  mariborski Straži), sestavil pedagoško slovstvo za zgodovino (1910) in dve učni knjigi za mornariško podčastniško šolo (1913, 1918), sodeloval pri Schreinerjevih Zemljepisnih in zgodovinskih slikah iz kraljevine SHS za osnovne, meščanske in nižje razrede srednjih šol (Ljubljana, 1919), za učiteljišča je priredil Posebno ukoslovje slovenskega učnega jezika v osnovni šoli (1920), Posebno ukoslovje pouka v elementarnem razredu osnovnih šol (1921, 2. izd. 1923), zemljepisnega pouka na osnovnih šolah (1922), zgodovinskega pouka na osnovnih šolah (1924), spisal zemljepis za meščanske šole, I. del (Maribor, 1923), Metodične smernice za pouk slovenščine pri Neslovencih (1922), Slovensko vadnico za Nemce, Slovensko-nemški slovarček, z M. Kožuhom je priredil nemške čitanke za ljudske šole v kraljevini SHS (I—III, Maribor 1923) in sestavil Zbirko važnejših novih naredb in odredb za osnovne in meščanske šole ter učiteljišča v Sloveniji I—IV (Ljubljana, 1921–1924)..